# I Kill Giants
I Kill Giants é um filme de 2017 do gênero Fantasía/Drama dirigido por Anders Walter, com roteiro de Joe Kelly, baseado na graphic novel da Image Comics de mesmo nome. O filme é estrelado por Madison Wolfe, Imogen Poots, Art Parkinson, Noel Clarke, Jennifer Ehle e Zoë Saldaña.

## Sinopse
A trama de "Caçadora de Gigantes"(Brasil) segue a personagem Barbara (Madison Wolfe), uma jovem desajustada que luta contra monstros reais e imaginários e vai  para um mundo mágico. Mas, sera que ela é a única na cidade que consegue ver o mundo da fantasia que existe? Ou será que são apenas delírios? A Sra. Molle (Zoe Saldana), é uma psicóloga da escola de Barbara que tem uma forte ligação com a protagonista e a ajuda a enfrentar as ameaças.

## Elenco
- Madison Wolfe como Barbara Thorson
- Imogen Poots como Karen Thorson
- Ciara O'Callaghan como Theresa Tuzzo
- Zoë Saldaña como Sra. Mollé
- Jennifer Ehle como Sra.  Thorson
- Rory Jackson como Taylor
- Noel Clarke como Sr. Mollé
- Sydney Wade como Sophia
- Art Parkinson como Dave
- John Boyle como Titã

## Produção

### Desenvolvimento
Em 23 de março de 2015, foi anunciado que a graphic novel de Joe Kelly e Ken Niimura, I Kill Giants, estava sendo adaptada para um filme live-action, para o qual Kelly escreveria o roteiro.  Chris Columbus veio a bordo para produzir o filme através de sua 1492 Pictures, juntamente com Ocean Blue Entertainment, Man of Action e XYZ Films.Treehouse financiaria totalmente o filme, enquanto a XYZ cuidaria das vendas internacionais. Anders Walter faria sua estreia no cinema.
Em 11 de setembro de 2015, Zoë Saldaña e Madison Wolfe se juntaram ao filme, no qual Wolfe interpretaria Barbara, uma jovem desajustada lutando contra monstros internos e externos em sua vida, enquanto Saldana interpretaria a Sra. Mollé, uma psicóloga da escola.  Wolfe foi escalado para o filme após uma busca por 500 atores. Em 10 de setembro de 2016, Imogen Poots foi confirmado para estrelar o filme.

## Estréia
Caçadora de Gigantes foi exibido pela primeira vez no Festival Internacional de Cinema de Toronto em 2017 mas só ganhou seu lançamento mundial em 2018.

### Recepção
No Rotten Tomatoes, o filme tem uma taxa de aprovação de 77% com base em 61 avaliações, e uma classificação média de 6,63/10. O consenso crítico do site diz: "O realismo mágico e mal-humorado de I Kill Giants às vezes desliza para o mundano, mas o impressionante CGI e uma performance poderosa de Madison Wolfe é como um soco inesperado".
No Metacritic, o filme tem uma pontuação média ponderada de 74 de 100, com base em 10 críticos, indicando "críticas geralmente favoráveis".